# Associazione Sportiva Andria BAT 2007-2008
Questa pagina raccoglie le informazioni riguardanti l'Associazione Sportiva Andria BAT nelle competizioni ufficiali della stagione 2007-2008.